# Il diario di Gino Cornabò
(Achille Campanile, Il diario di Gino Cornabò)
Il diario di Gino Cornabò è un romanzo pubblicato nel 1942 dallo scrittore e umorista italiano Achille Campanile in forma di diario fittizio.
Il romanzo affida la narrazione al presunto autore del diario, il personaggio immaginario Gino Cornabò. La pretesa serietà e magniloquenza dello stile di Cornabò, in diretto contrasto con il tenore inevitabilmente basso e tendente al ridicolo delle gesta narrate, genera un grande effetto comico e rappresenta la chiave dell'intera architettura narrativa ed umoristica del romanzo.

## Trama
Il Diario copre un periodo che va dal giugno 1934 al Natale del 1940, e si sofferma spesso in gustosi spaccati di vita quotidiana dell'Italia di questi anni.
Cornabò è un uomo di mezza età, senza lavoro ed eternamente in bolletta, che vive con la propria ex-domestica Adalgisa Ciabatta. Quest'ultima, per quanto puntualmente descritta nei termini di una Santippe che tiranneggia il povero Cornabò e gli impedisce di cercare moglie, si rivela in effetti come l'unico personaggio a nutrire verso Gino autentici sentimenti di comprensione e tenerezza. Alla stoica capacità di sopportazione della donna, fulmineamente e dolorosamente intravista da Cornabò solo nell'ultima pagina del suo Diario, è dedicato l'inaspettato e tragicomico finale del romanzo.
Gino Cornabò è un pedante: sprezzantemente convinto della propria superiorità rispetto ai «contemporanei», rivolge il proprio diario ai Posteri (la Lettera ai Posteri che apre il Diario e le vicende ad essa connesse sono tra le più gustose pagine di tutta l'opera) tenacemente convinto della grande rivalutazione che essi compiranno della sua figura di intellettuale.
Autore di numerose e monumentali (quanto a carta impiegata!) opere («ancora inedite, è incredibile, ma è così!»), Cornabò è affannosamente alla ricerca di un riconoscimento pubblico: invia continuamente il proprio (irresistibile) Curriculum Vitae a personaggi influenti e a testate giornalistiche, di volta in volta con le scuse più stravaganti; tenta di ottenere un anticipo pecuniario sulla propria fama futura cercando di vendere un blocco di fogli da lui stesso autografati a Biblioteche e rigattieri.
Perennemente perseguitato dai creditori, Cornabò maledice incessantemente il proprio fato avverso: il suo Diario vorrebbe essere una testimonianza ai posteri della sua irrimediabile malasorte, ma finisce per essere un documento del suo inconsapevole, ostinato e tragicomico gettarsi in ogni sorta di avventura lampantemente votata al fallimento.
Ossessionato dal desiderio di ricevere la carica di Cavaliere (addirittura usa firmarsi «Gino Cornabò (non sono nemmeno cavaliere)») e pur millantando un'ostinata e sdegnosa superiorità nei confronti di simili onorificenze, nei fatti impiega tutti i propri sforzi nel tentativo, sempre comicamente disilluso, di interessare qualche personaggio importante alla propria causa.
Altra grande passione di Cornabò sono le «avventure galanti» e gli «idilli» con giovani domestiche che egli puntualmente circuisce fingendosi un facoltoso professionista e appostandosi al mercatino rionale o, talora, con cosiddette «tardone», nei confronti delle quali egli è convinto (con grandioso effetto comico) di detenere un irresistibile fascino e di possedere infallibili doti di seduttore. Cornabò traveste comicamente queste proprie debolezze come gli impeti di uno spirito elevato, e si indigna quando gli viene dato del «pomicione» o lo si conduce in questura per aver importunato alcune ragazze accompagnate al Cinematografo. I continui tentativi di seduzione di Gino Cornabò finiscono puntualmente per essere scoperti e dolorosamente puniti dall'Adalgisa.
Al termine di numerose e (inconsapevolmente) irresistibili narrazioni delle proprie disavventure, Cornabò è solito paragonarsi ai grandi del passato (Socrate, Dante, Foscolo, Leopardi, Napoleone, Campanella, Silvio Pellico, Giordano Bruno…), puntualmente ravvisando la superiorità della propria statura morale rispetto a questi personaggi e riproponendosi conversazioni e finanche benevoli rimproveri quando - sostiene - si ritroveranno tutti insieme «nell'Empireo dei grandi».

## Edizioni
- Achille Campanile, Il diario di Gino Cornabò, seconda ed., collana BUR narrativa, Rizzoli, 1999,  viii, 339 p., ISBN 88-17-68058-3.
- Achille Campanile, Il diario di Gino Cornabò in Id., Romanzi e scritti stravaganti, collana Classici, Bompiani, 2003,  pp. 243-556, ISBN 978-88-452-5494-9.
- Achille Campanile, Il diario di Gino Cornabò, Prima edizione, finito di stampare il 24 settembre 1942, Rizzoli, 1942,  pp. 339 p..